# 9786 Gakutensoku
9786 Gakutensoku eller 1995 BB är en asteroid i huvudbältet som upptäcktes den 19 januari 1995 av den japanska astronomen Takao Kobayashi vid Ōizumi-observatoriet. Den är uppkallad efter den japanska roboten Gakutensoku.
Asteroiden har en diameter på ungefär 6 kilometer och den tillhör asteroidgruppen Koronis.